# Elias Erdtman
Elias Henrik Erdtman, auch Elias Erdtmann (* 22. Oktober 1862 in Linköping, Östergötland, Schweden; † 20. September 1945 in Stockholm), war ein schwedischer Landschaftsmaler.

## Leben
Erdtman, Sohn des Lehrers Johan Henrik Erdtman (1826–1894) und dessen zweiter Ehefrau Brita Catharina Fredrika Wiström (* 1830), besuchte nach der Schule in Linköping die Technikschule von Stockholm, außerdem die private Malschule von Edvard Perséus. In den Jahren 1882/1883 war er Privatschüler des Landschaftsmalers Oscar Törnå. 1883 reiste er nach Düsseldorf, wo auch Perséus und Törnå studiert hatten, und schrieb sich an der Kunstakademie Düsseldorf ein. In den Schuljahren 1883 und 1884 besuchte er dort die Elementarklasse von Heinrich Lauenstein. Er unternahm Reisen nach Belgien und Frankreich (Paris, Grez-sur-Loing), die letztere im Jahr 1886 zusammen Ernst Josephson und Carl Larsson. Im gleichen Jahr ließ er sich von Axel Tallberg in der Technik der Radierung unterweisen. Am 10. Dezember 1896 heiratete er in Västervik Ottilia Mimmi Amanda Fagerlin (1868–1960), die die Söhne Otto Gunnar Elias (Botaniker) und Holger Gustaf Henrik (Chemiker) gebar. Ab 1898 nahm Erdtman an den meisten Ausstellungen des Konstnärsförbundet teil, 1915 bis 1920 fungierte er in dessen Vorstand. Außerdem beschickte er internationale Ausstellungen in Paris, Berlin und München.